# Fredrik Bojerud
Fredrik Rolf Åke Bojerud, född 24 november 1970 i Sundbyberg, är en svensk radioprogramledare och politiker. Han är kanslichef för Rikshemvärnsrådet sedan 2015. 
Bojerud är av landstingsfullmäktige vald till förtroendevald revisor i Stockholms läns landsting till 2018 och var tidigare förtroendevald revisor i Stockholms stad 2006-2010. Han är även suppleant i styrelsen för Stockholm Vatten AB. Han är son till Stellan Bojerud, riksdagsledamot för Sverigedemokraterna 2012-2014, och Anna Corshammar-Bojerud, tidigare riksdagsledamot för Centerpartiet.
Han var mellan november 2010  och december 2014 kanslichef för miljö- och skärgårdsroteln tillika Centerpartiets kansli i Stockholms läns landsting. Stadsdelsnämndsordförande för Hässelby-Vällingby stadsdelsnämnd i Stockholms stad från januari 2011 till oktober 2014.

## Radiobakgrund
Bojerud började sända radio 1983 på närradiostationen Radio Slurpen i Helsingborg. 1989 återvände Bojerud till Stockholm och sände då bland annat på MRS-Radio och Radio Lidingö. 1994 började Bojerud som programledare på Z Radio, där han bland annat var programledare för diskussionsprogrammet Z Direkt som sändes vardagskvällar. Efter en tid som helgprogramledare på Radio City i Stockholm började Bojerud augusti 1995 på Klassiska Hits som programledare för Kärlekslinjen. Programmet blev snart ett av stationens populäraste och Bojerud hamnade bland annat på Aftonbladets "innelista". Han startade 1999 som programchef radiokanalen 106,7 Rockklassiker, och var med undantag för ett och ett halvt år då han tjänstgjorde som programchef på Mix Megapol (mellan december 2003 och augusti 2005) dess chef till och med sommaren 2007.
På Mix Megapol var Bojerud som programchef bland annat ansvarig för rekryteringen av Adam Alsing och Gry Forssell till kanalens morgonprogram Äntligen Morgon.

## Militär bana
Fredrik Bojerud är värnpliktig fänrik vid militärpolisen och var fram till 2017 kapten i hemvärnet och kompanichef för 241. insatskompaniet i Stockholm. Han tjänstgjorde som press- och informationsofficer (kapten) i den svenska utlandsstyrkan i Afghanistan under perioden oktober 2007 - maj 2008.

## Stationshistorik
- Radio Slurpen, Helsingborg - 1983
- Radio CRS. Helsingborg - 1984-1988
- Radio Blueway, Helsingborg - 1988
- Radio Öresund, Helsingborg - 1988-1989
- MRS 90 1/2, Stockholm - 1989-1990
- Radio Lidingö, Lidingö - 1990-1991
- Z Radio, Stockholm - 1994
- Radio City, Stockholm - 1994-1995
- Klassiska Hits, Stockholm - 1995-1999
- Rockklassiker, Stockholm - 1999-2003
- Mix Megapol, Stockholm - 2003-2005
- Rockklassiker, 2005-2007
- Vinyl 107, Stockholm - 2008-2009
- Radio 107,5, Stockholm - 2010-2011
- Rockklassiker, 2008-idag
- Vinyl FM, 2015-idag